# 20354 Rebeccachan
A 20354 Rebeccachan (ideiglenes jelöléssel 1998 HA139) a Naprendszer kisbolygóövében található aszteroida. A LINEAR projekt keretében fedezték fel 1998. április 21-én.